# Atheris barbouri
Espèce
Synonymes
- Adenorhinos barbouri (Loveridge, 1930)

Statut de conservation UICN

 VU B1ab(i,iii) : Vulnérable
Atheris barbouri est une espèce de serpents de la famille des Viperidae. 

## Répartition
Cette espèce est endémique du Sud-Ouest de la Tanzanie. Elle se rencontre dans les monts Udzungwa et Ukinga, à environ 1 800 m d'altitude, et préfère les zones forestières plutôt humides, bien qu'elle puisse se rencontrer près des habitations et des cultures.

## Description
C'est une espèce assez petite, environ 40 cm, avec une tête triangulaire bien distincte du corps, et une queue courte et arrondie. Elle est de couleur brun à noir, avec des lignes en zigzag sur le dos, plus ou moins irrégulières.

## Étymologie
Cette espèce est nommée en l'honneur de Thomas Barbour (1884-1946), un herpétologiste américain.

## Publication originale
- Loveridge, 1930 : Preliminary description of a new tree viper of the genus Atheris from Tanganyika Territory. Proceedings of the New England Zoölogical Club, vol. 11, p. 107-108.